# Équipe cycliste Bianchi-Lotto-Nieuwe Hoop Tielen

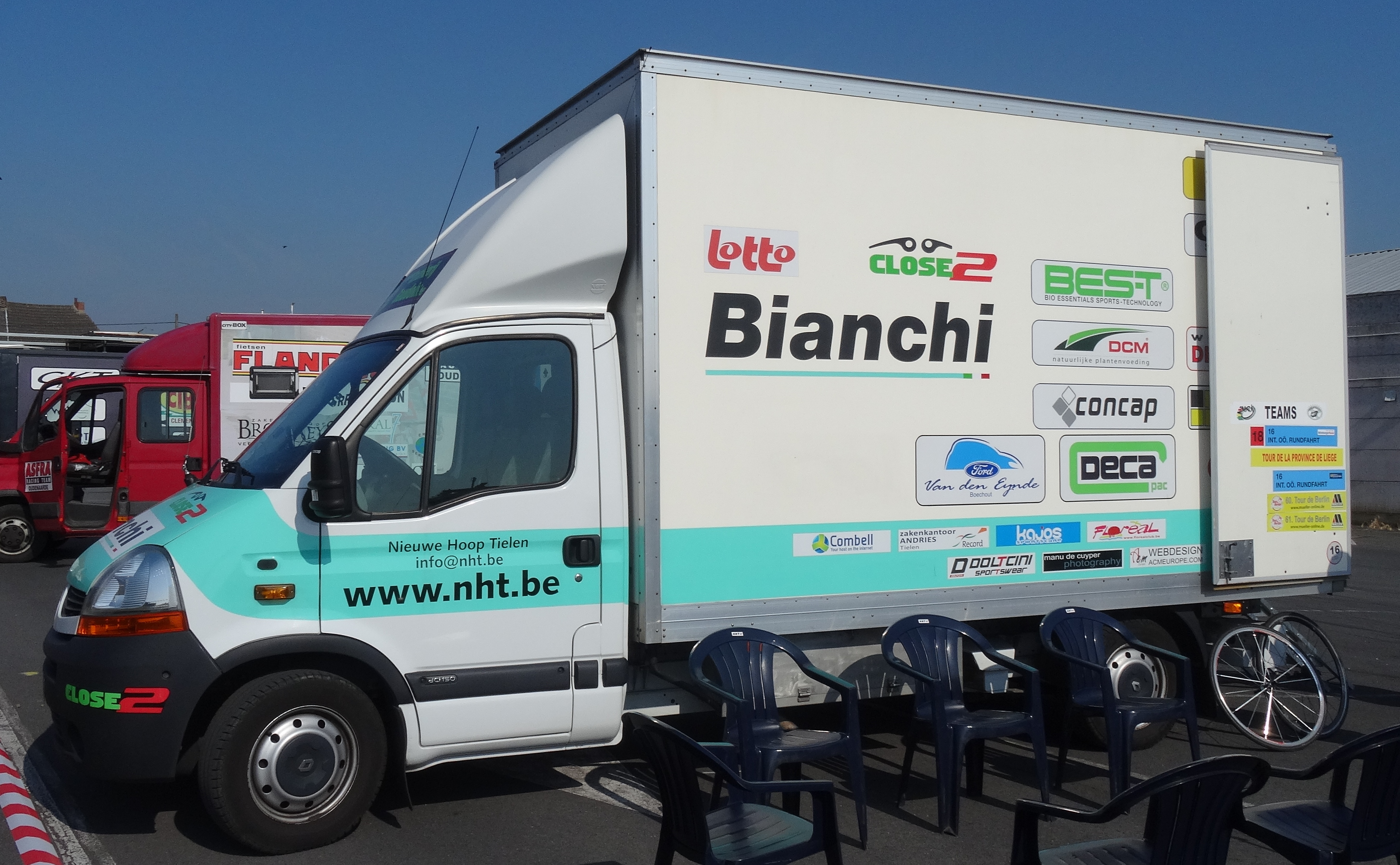
La camionnette de Bianchi-Lotto-Nieuwe Hoop Tielen au Grand Prix Criquielion 2014.

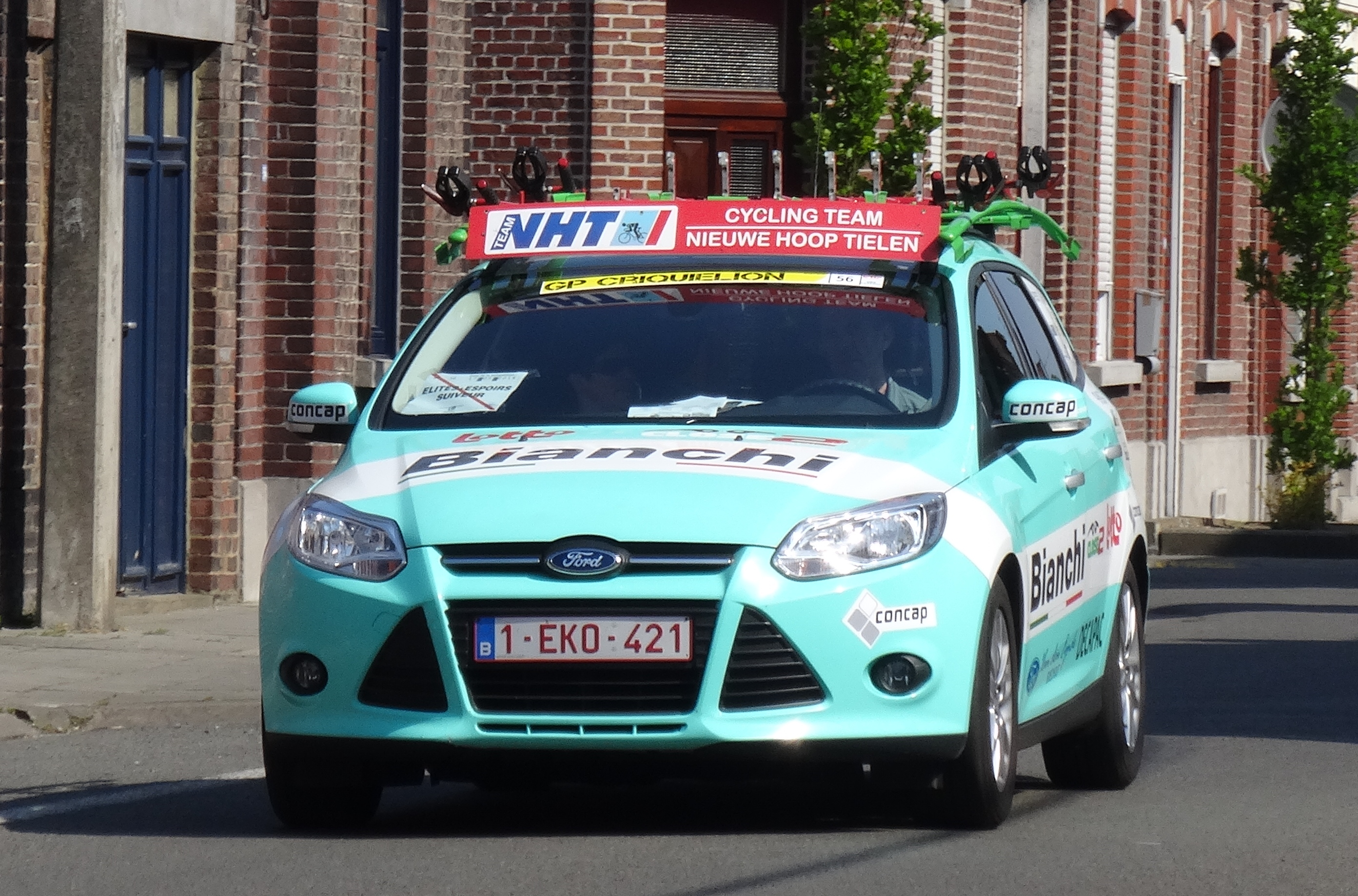
Une des voitures de Bianchi-Lotto-Nieuwe Hoop Tielen au Grand Prix Criquielion 2014.

L'équipe cycliste Bianchi-Lotto-Nieuwe Hoop Tielen est une ancienne équipe cycliste belge néerlandophone participant aux circuits continentaux de cyclisme et en particulier l'UCI Europe Tour.

## Bianchi-Lotto-Nieuwe Hoop Tielen en 2014

### Effectif

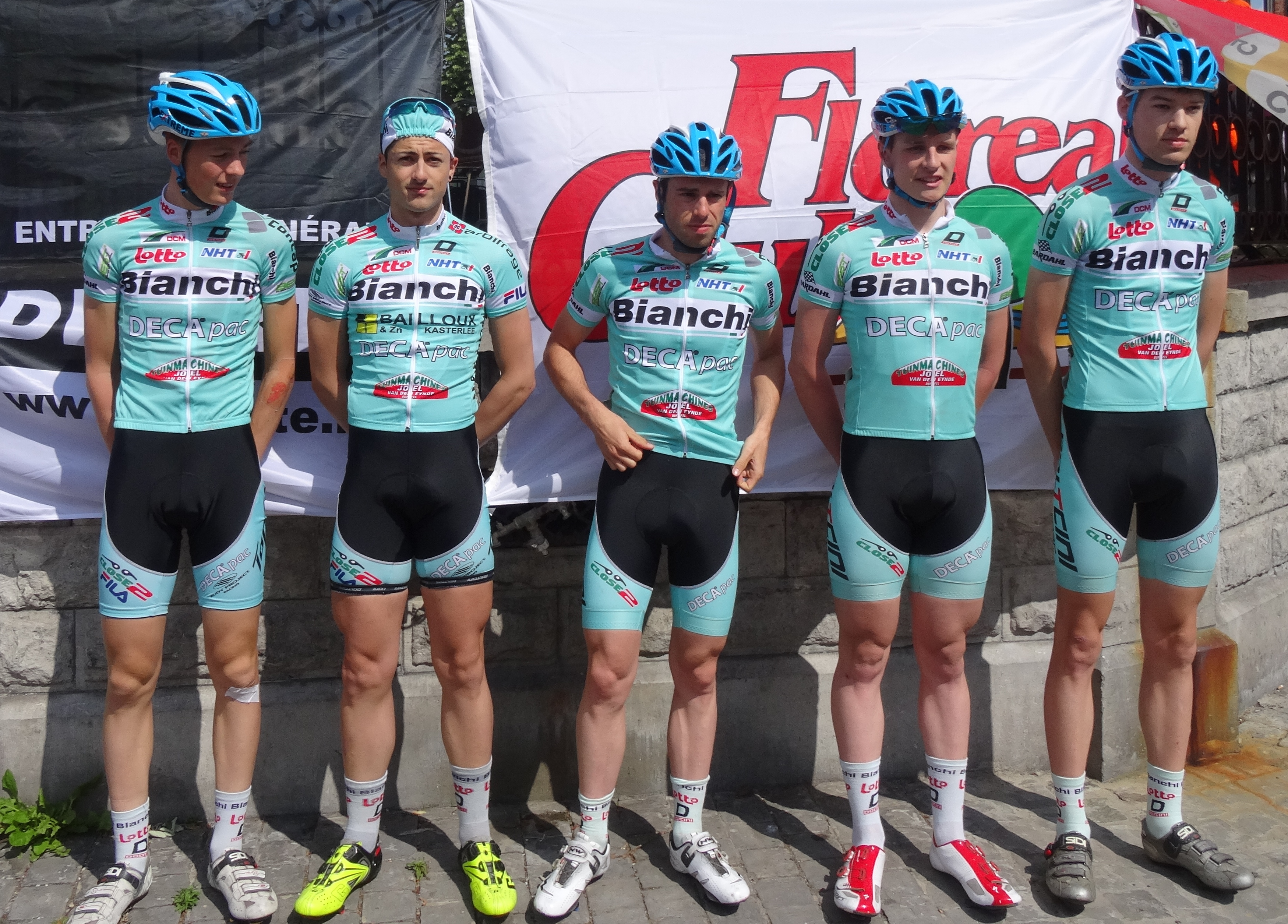
Cinq coureurs de l'équipe au Grand Prix Criquielion 2014.

Vingt-quatre coureurs constituent l'effectif 2014 de l'équipe,.
| Cycliste,              | Date de naissance | Nationalité | Équipe 2013       |
| ---------------------- | ----------------- | ----------- | ----------------- |
| Thomas Armstrong       | 27 août 1994      | Royaume-Uni |                   |
| Loorin Bastiaens       | 9 avril 1995      | Belgique    |                   |
| Lorenzo Blomme         | 7 mai 1994        | Belgique    |                   |
| Claudio Catania        | 4 avril 1992      | Italie      |                   |
| Johannes De Paepe      | 5 octobre 1992    | Belgique    | Melbotech Prorace |
| Nick De Smedt          | 30 mai 1992       | Belgique    |                   |
| Gert-Jan Decoster      | 2 février 1994    | Belgique    |                   |
| Sem Lambrechts         | 3 juin 1991       | Belgique    |                   |
| Matthew Lane           | 11 novembre 1993  | Australie   |                   |
| Jordy Lauwers          | 25 octobre 1995   | Belgique    |                   |
| Dries Lehaen           | 16 septembre 1995 | Belgique    |                   |
| Jeffrey Mellemans      | 17 juin 1992      | Belgique    | Melbotech Prorace |
| Tom Mertens            | 13 octobre 1993   | Belgique    |                   |
| Seppe Odeyn            | 20 mars 1987      | Belgique    |                   |
| Matthias OseÏ Vertez   | 1er août 1995     | Belgique    |                   |
| Torn Raets             | 1er août 1991     | Belgique    |                   |
| Lawrence Van Den Eynde | 10 août 1994      | Belgique    |                   |
| Nick Van Den Eynde     | 20 novembre 1991  | Belgique    |                   |
| Sander Van Dingenen    | 30 mars 1993      | Belgique    |                   |
| Ward Van Laer          | 14 octobre 1995   | Belgique    |                   |
| Thomas Van Opstal      | 20 avril 1995     | Belgique    |                   |
| Jens Vandenhoudt       | 2 septembre 1994  | Belgique    |                   |
| Niels Verbraeken       | 18 juillet 1994   | Belgique    |                   |
| Jeff Vertommen         | 11 mars 1994      | Belgique    |                   |

Quelques coureurs
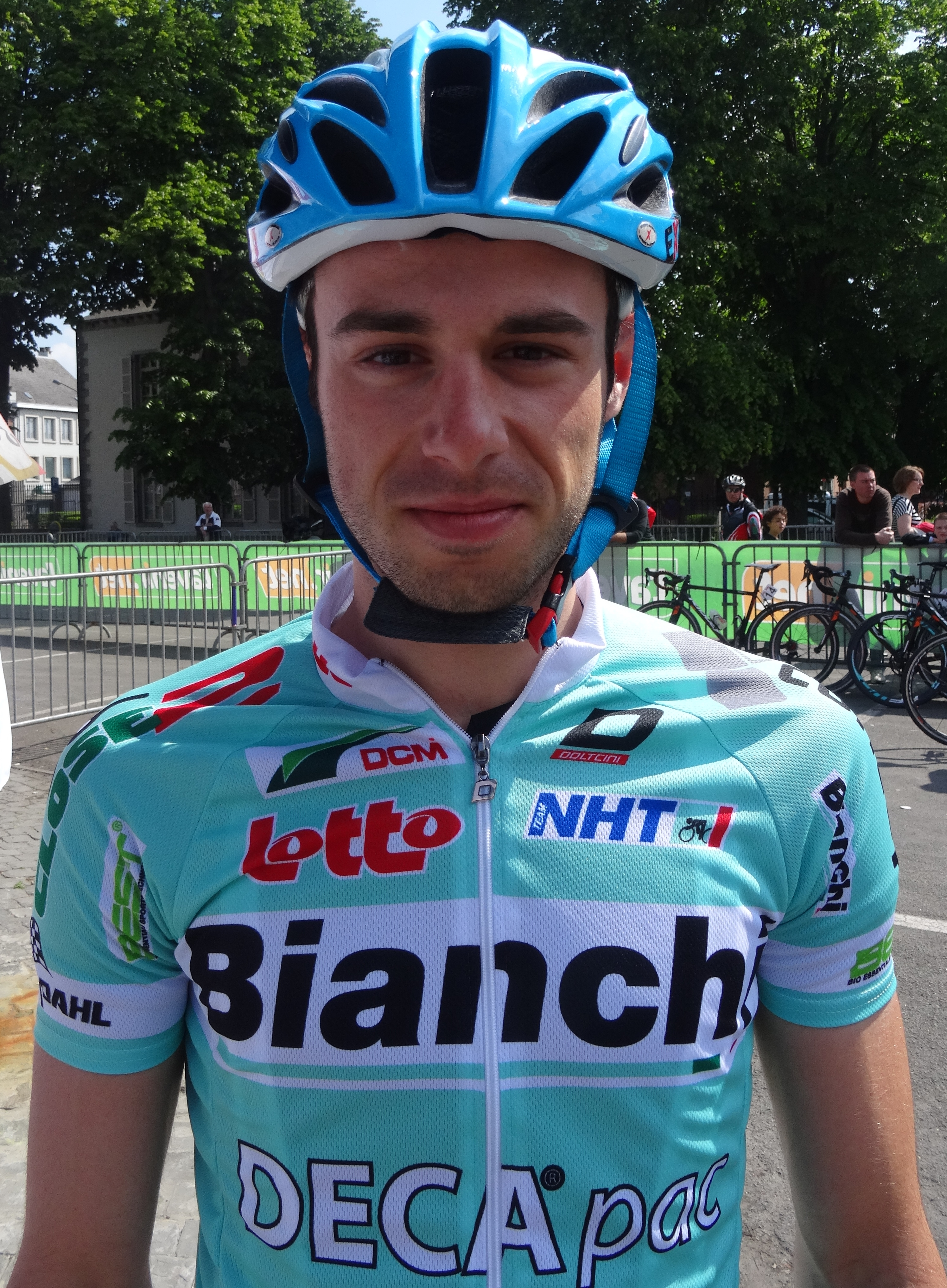
Jens Vandenhoudt.
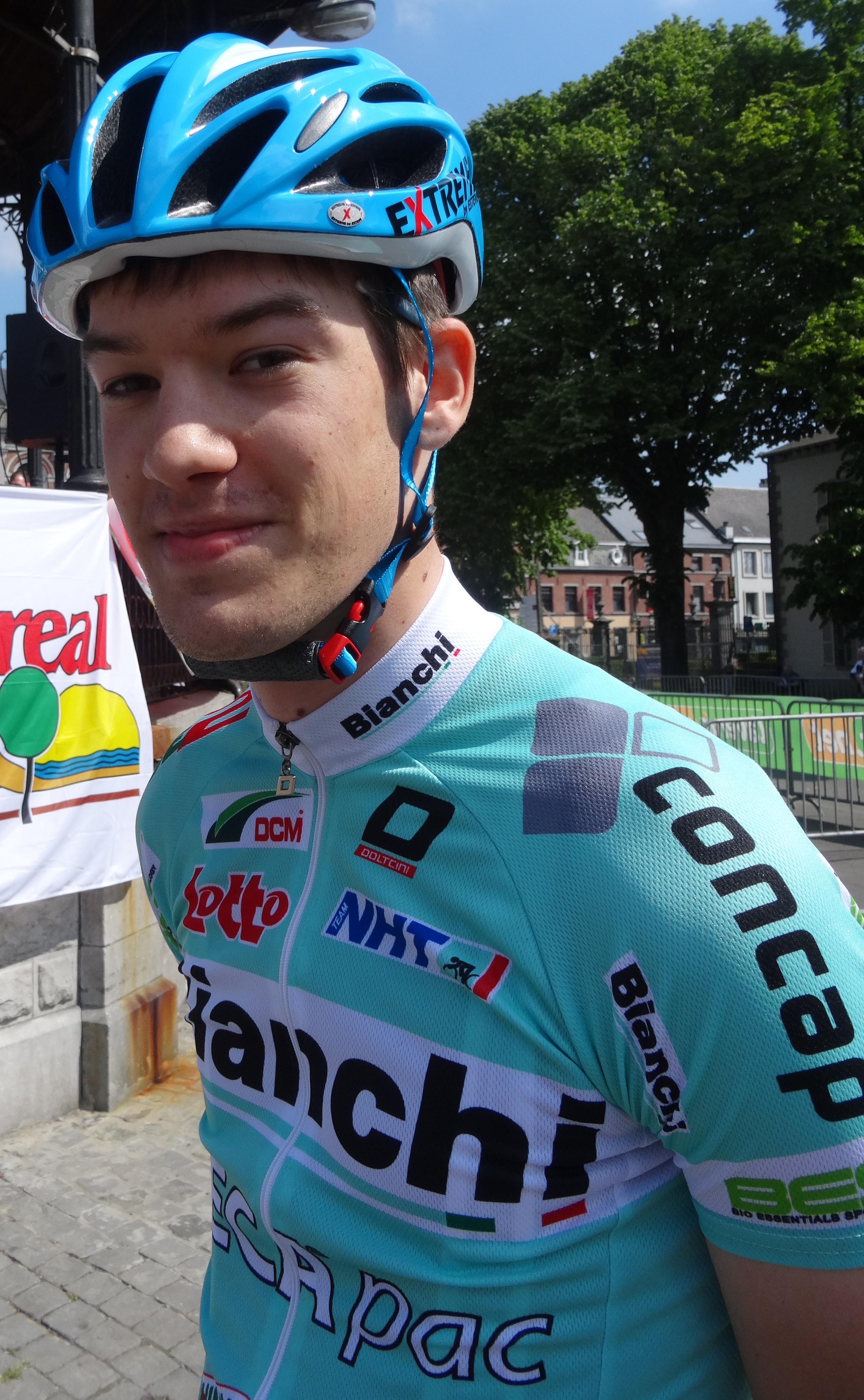
Niels Verbraeken.
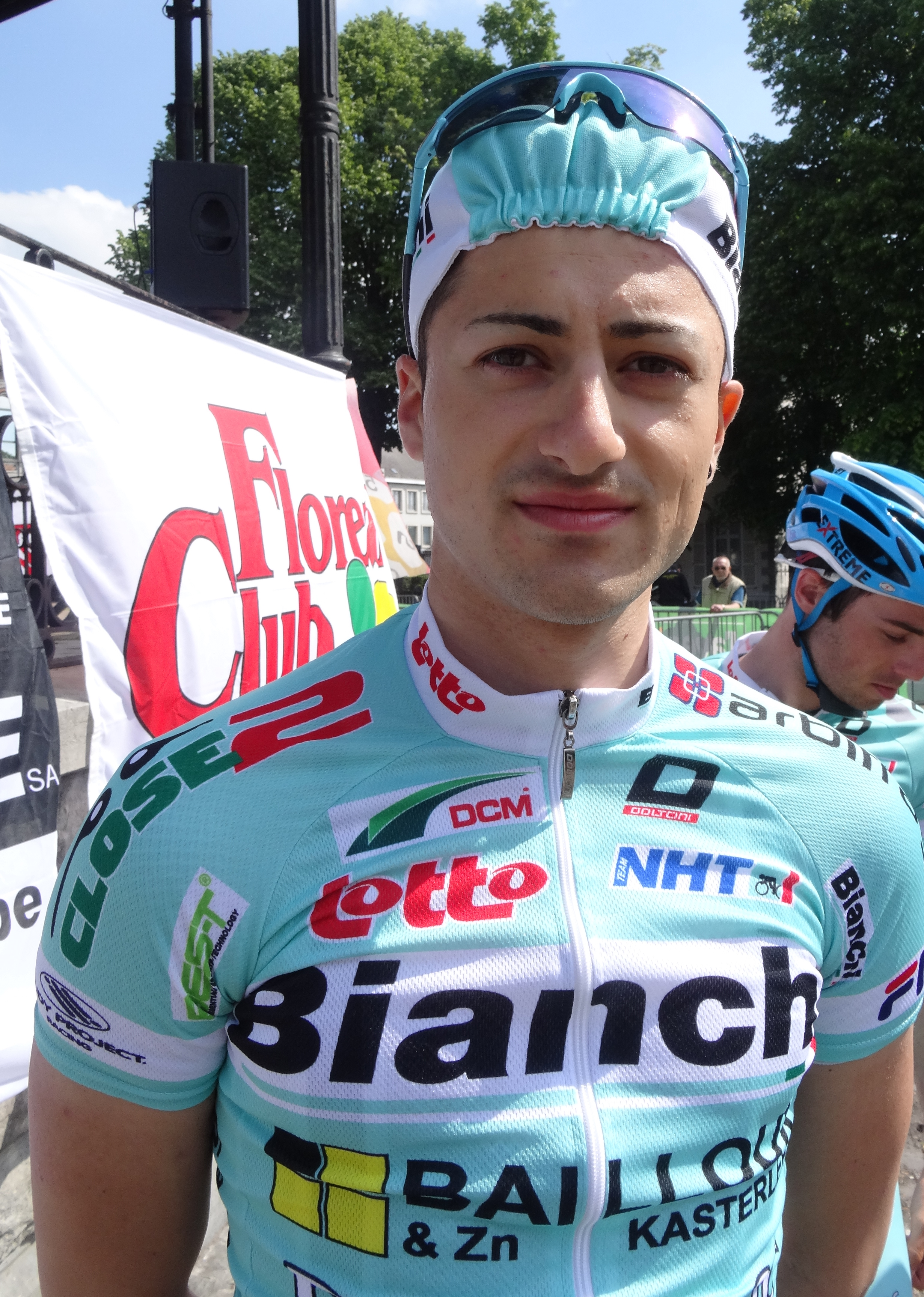
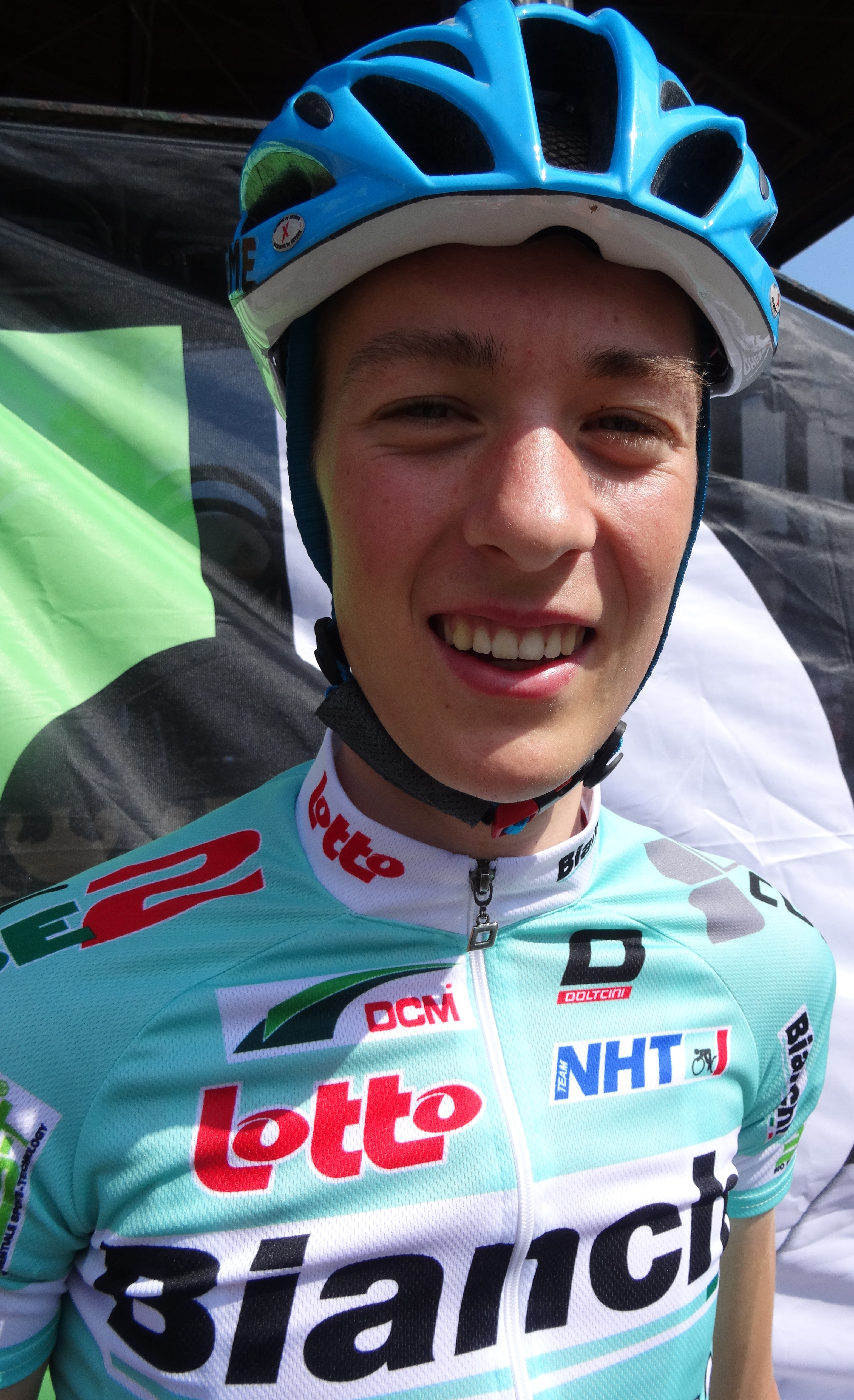
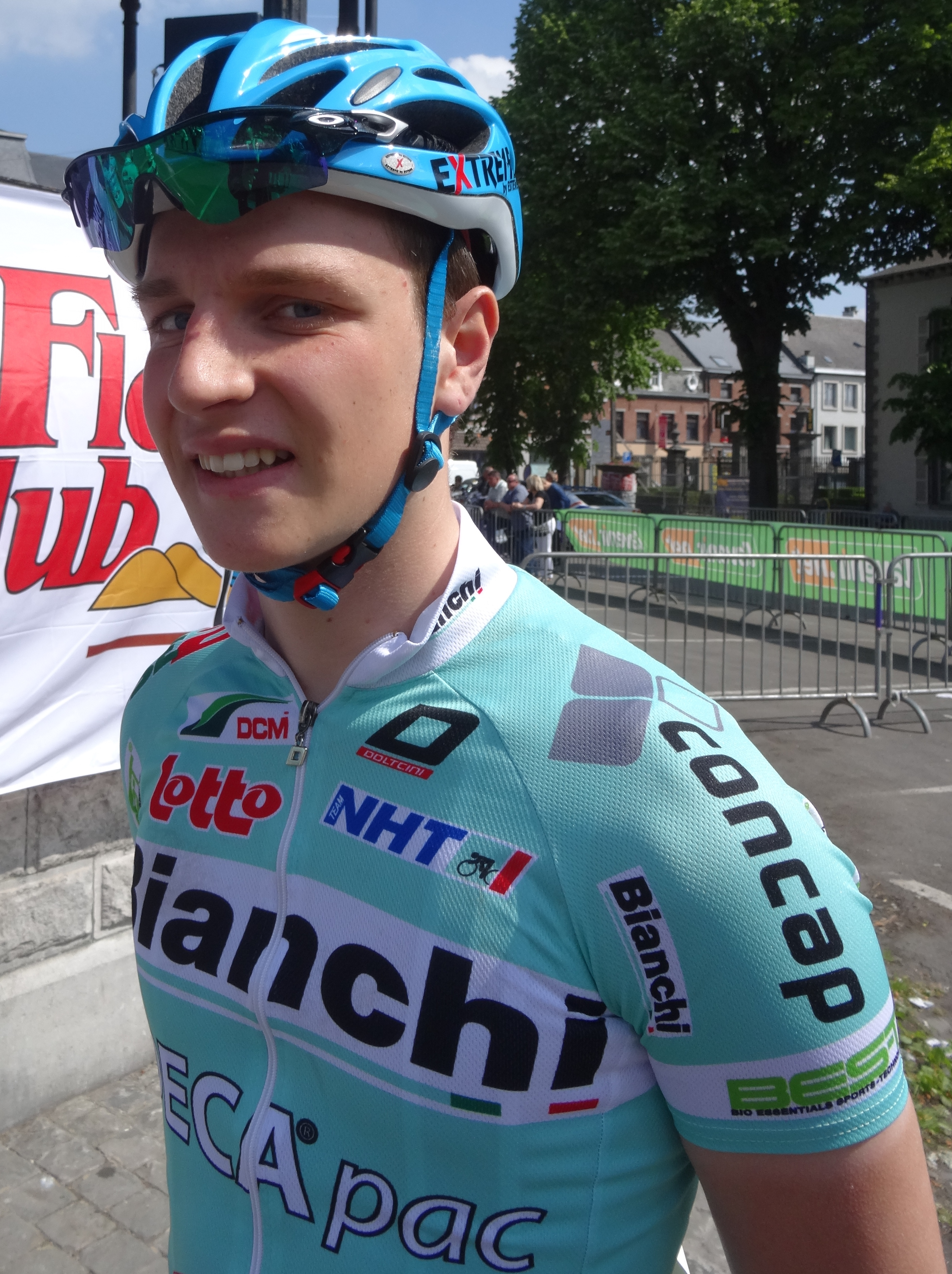

### Victoires
| Date | Course | Pays | Classe | Vainqueur |
| ---- | ------ | ---- | ------ | --------- |